# Erísim austral
L'erísim austral o ravenissa groga (Erysimum grandiflorum) és una planta silvestre de la família brassicàcia.

## Descripció[1]
Planta biennal, triennal o perennant, herba erecta de 20 a 60 cm d'alçada. Fulles linears lanceolades o linears ;flors grogues floreix d'abril a juliol; fruit en síliqua allargades amb llavors d'1,5 a 2,2 mm.

## Hàbitat
Replans de roques i pastures pedregoses bàsiques o àcides principalment a la muntanya mediterrània i submediterrània des del 60 als 1800 m d'altitud. No es troba ales Balears.